# Bermudas en los Juegos Olímpicos de Montreal 1976
Las Bermudas estuvieron representadas en los Juegos Olímpicos de Montreal 1976 por un total de 16 deportistas, 15 hombres y una mujer, que compitieron en 3 deportes.

## Medallistas
El equipo olímpico bermudeño obtuvo la siguiente medallas:
| Nombre        | Deporte | Competición |
| ------------- | ------- | ----------- |
| Oro           |         |             |
| —             |         |             |
| Plata         |         |             |
| —             |         |             |
| Bronce        |         |             |
| Clarence Hill | Boxeo   | +81 kg M    |